# Луковецько-Вишнівська сільська рада
| Луковецько-Вишнівська сільська рада — орган місцевого самоврядування у Рогатинському районі Івано-Франківської області з адміністративним центром у с. Луковець-Вишнівський. Історична дата утворення: в 1946 році. Водоймища на території, підпорядкованій даній раді: озеро Княже. Сільській раді підпорядковані населені пункти: - с. Луковець-Вишнівський - с. Луковець-Журівський |

## Склад ради
Рада складається з 15 депутатів та голови.

### Керівний склад ради
| ПІБ                      | Основні відомості                                                 | Дата обрання | Дата звільнення |
| ------------------------ | ----------------------------------------------------------------- | ------------ | --------------- |
| Грицюшко Роман Іванович  | Сільський голова, 1969 року народження, освіта, безпартійний      | 26.03.2006   | 31.10.2010      |
| Грицюшко Роман Іванович  | Сільський голова, 1969 року народження, освіта вища, безпартійний | 31.10.2010   | 06.11.2015      |
| Курілець Ігор Васильович | Сільський голова                                                  | 06.11.2015   |                 |

Примітка: таблиця складена за даними джерела